# Catherine Walters

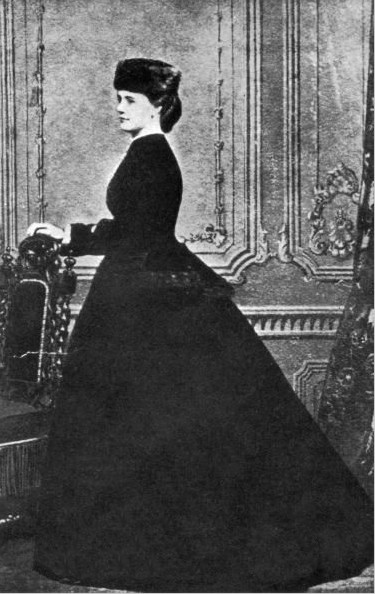
Catherine Walters i riddräkt under 1860-talet, då hon gjorde sig känd för sina ritter på Rotten Row.

Catherine "Skittles"  Walters , född 13 juni 1839, död 4 augusti 1920, var en brittisk kurtisan. Hon var den mest berömda kurtisanen i det viktorianska England, och räknade intellektuella, politiker, aristokrater och medlemmar av den brittiska kungafamiljen bland sina kunder.

## Biografi
Catherine Walters var dotter till en tulltjänsteman i Liverpool. Hon flyttade till London före tjugo års ålder, och blev strax därefter aktiv som kurtisan. Under 1860-talet var Catherine Walters en attraktion som ryttare på Rotten Row i Hyde Park, där kurtisaner visade upp sig för potentiella kunder genom att färdas till häst eller vagn bland överklassen, och hon blev där även känd som modeikon då kvinnor kopierade hennes eleganta riddräkter. 
Hon var känd för sin diskretion och lojalitet, och för att vägra bekräfta eller neka till rykten om vilka berömda män som köpte hennes sällskap, något som gynnade hennes framgång som kurtisan. Bland hennes kunder fanns Aubrey de Vere Beauclerk, Spencer Cavendish, 8:e hertig av Devonshire, Napoléon III, Achille Fould, Wilfrid Scawen Blunt och Edvard VII av Storbritannien.  Hon blev förmögen och ägde från åtminstone år 1872 en lyxbostad i Mayfair, och därefter ett flertal fastigheter i både Storbritannien och Frankrike; hon avslutade officiellt sin karriär 1890 och dog rik. 